# Michael Lockhart
Michael Lee Lockhart (* 30. September 1960 in Lucas County, Ohio; † 9. Dezember 1997 in Huntsville, Walker County, Texas) war ein US-amerikanischer Serienmörder. Er wurde in drei Bundesstaaten zum Tode verurteilt und 1997 hingerichtet.

## Ereignisse
Lockhart verübte eine Reihe von Straftaten in den Bundesstaaten Wyoming, Louisiana, Georgia, Ohio, Illinois, Missouri, Indiana, Texas und Florida, darunter Raub, Autodiebstahl, Vergewaltigung, Banküberfall, Einbruch, Körperverletzung und Diebstahl. Im März 1988 wurde er im texanischen Beaumont mit einem gestohlenen Fahrzeug angetroffen. Beim Versuch seiner Festnahme überwältigte und erschoss er den 30-jährigen Police Officer Paul Hulsey. Er wurde nach kurzer Flucht als Fahrgast in einem Taxi verhaftet. Im August 1988 scheiterte sein Fluchtversuch aus einem Gerichtsgebäude.
Aufgrund von Zeugenaussagen, Geständnissen und DNA-Spuren wurde ihm auch der Sexualmord an der 16-jährigen Windy Gallagher vom Oktober 1987 in Lake County, Indiana, und der Sexualmord an der 14-jährigen Jennifer Colhouer vom Januar 1988 in Pasco County, Florida, nachgewiesen. Er hatte sich jeweils durch einen Vorwand Eintritt in ihre Häuser verschafft, die Mädchen gefesselt, vergewaltigt, durch Messerstiche getötet und ausgeweidet. Er galt auch als Tatverdächtiger im Mordfall der 16-jährigen Kathy Hobbs vom Juli 1987 in Nevada, dieses Verbrechen wurde jedoch nie zur Anklage gebracht.
Im Oktober 1988 wurde er wegen Mordes an Paul Hulsey in Texas zum Tode verurteilt. Im Juli 1989 wurde er wegen Mordes an Windy Gallagher in Indiana und im Dezember 1989 wegen Mordes an Jennifer Colhouer in Florida zum Tode verurteilt. Er wurde im Dezember 1997 in der texanischen Huntsville Unit mit der Giftspritze hingerichtet.